# Чубініанткарі
Чубініанткарі (груз. ჩუბინიანთკარი) — село в Грузії.
За даними перепису населення 2014 року в селі проживає 156 осіб.